# Головлівська сільська рада
Головлі́вська сільська́ ра́да — адміністративно-територіальна одиниця та орган місцевого самоврядування у Славутському районі Хмельницької області. Адміністративний центр — село Головлі.

## Загальні відомості
Головлівська сільська рада утворена в 1944 році.
- Територія ради: 21,36 км²
- Населення ради: 689 осіб (станом на 2001 рік)
- Територією ради протікає Хотичин

## Населені пункти
Сільській раді підпорядковані населені пункти:
- с. Головлі
- с. Нижні Головлі

## Склад ради
Рада складається з 12 депутатів та голови.
- Голова ради: Смолій Олександр Миколайович
- Секретар ради: Прус Любов Антонівна

### Керівний склад попередніх скликань
| Прізвище, ім'я, по батькові  | Основні відомості                                                             | Дата обрання | Дата звільнення |
| ---------------------------- | ----------------------------------------------------------------------------- | ------------ | --------------- |
| Смолій Олександр Миколайович | Сільський голова, 1968 року народження, освіта незакінчена вища, безпартійний | 26.03.2006   | 31.10.2010      |
| Смолій Олександр Миколайович | Сільський голова, 1968 року народження, освіта незакінчена вища, безпартійний | 31.10.2010   |                 |

Примітка: таблиця складена за даними сайту Верховної Ради України

## Господарська діяльність

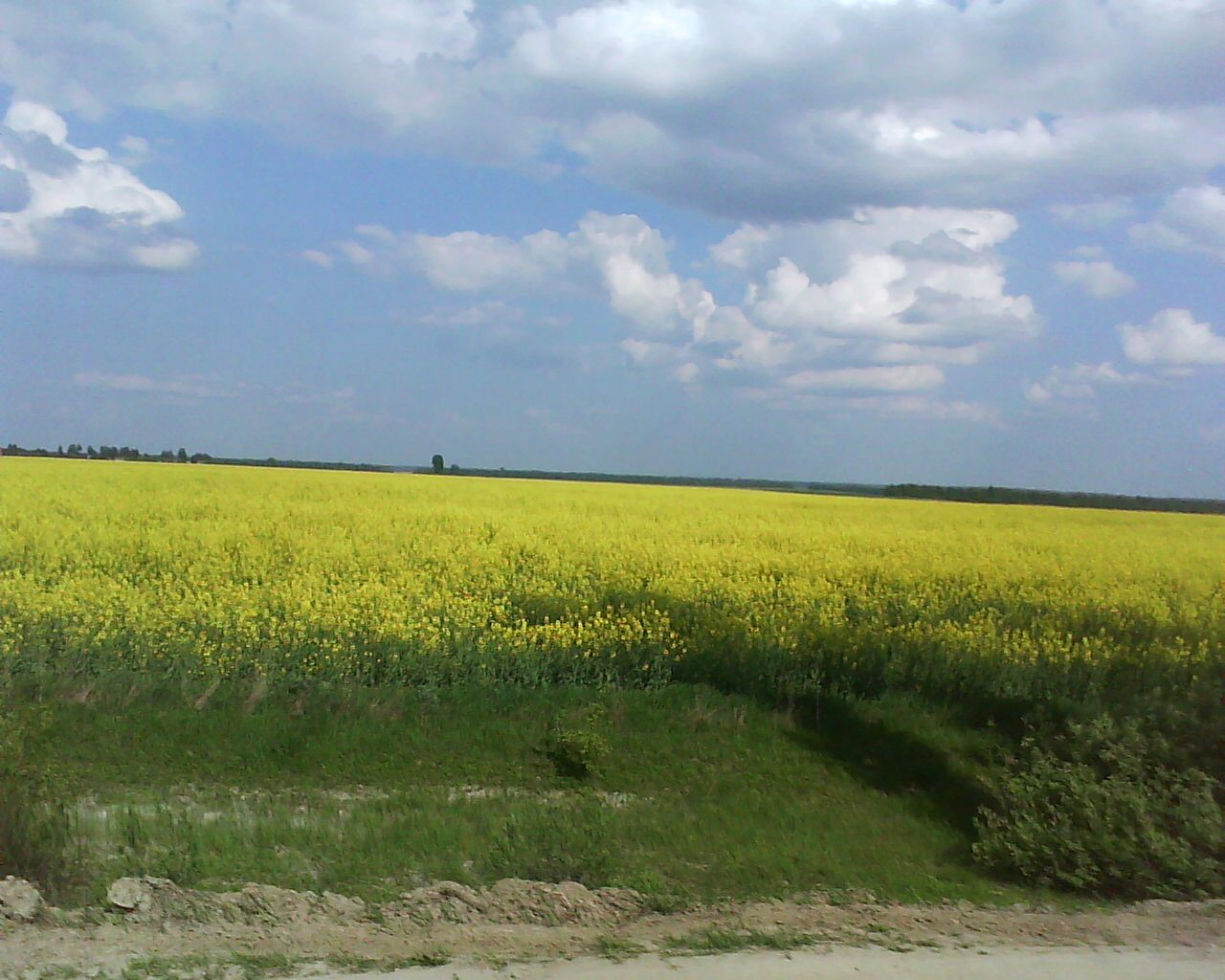
Поля на південь від Головлів (цвіте ріпак)

Основним видом господарської діяльності населених пунктів сільської ради є сільськогосподарське виробництво. Воно складається з фермерського господарства «Лан» і індивідуальних селянських (фермерських) господарств. Основним видом сільськогосподарської діяльності є вирощування зернових культур, допоміжним – виробництво м’ясо-молочної продукції і овочевих культур.

## Населення
Згідно з переписом УРСР 1989 року чисельність наявного населення сільської ради становила 935 осіб, з яких 422 чоловіки та 513 жінок.
За переписом населення України 2001 року в сільській раді мешкало 685 осіб.

### Мова
Розподіл населення за рідною мовою за даними перепису 2001 року:
| Мова       | Відсоток |
| ---------- | -------- |
| українська | 98,55 %  |
| російська  | 0,87 %   |
| польська   | 0,15 %   |
| інші       | 0,43 %   |